# 杜阿尼耶岩
杜阿尼耶岩（Douanier Rock），是南極洲的岩石，位於喬治五世地，處於奧爾登角以東，分隔阿黛利地和喬治五世海岸之間，在1949年由法國探險隊發現和命名，現時由南極條約體系管理。